# Dyson Daniels
Dyson Daniels (Bendigo, 2003. március 17. –) ausztrál kosárlabdázó, jelenleg az Atlanta Hawks játékosa. NBA-pályafutása előtt az NBA G-League Ignite csapatában játszott, az NBA G-League-ben.

## Fiatalkora
Daniels Bendigóban született Ausztráliában és hét éves korában kezdett el kosárlabdázni. 2019-ben az NBL1-ben szereplő Bendigo Braves, apjának korábbi csapatának játékosa lett. Később az évben csatlakozott az NBA Global Academyhez, Canberrában. A 2021-es ausztrál U20-as bajnokságon segítségével a Victoria ezüstérmes lett. A kosárlabda mellett ausztrál futballozott is, államát többször is képviselte országos bajnokságokban.

## Pályafutása

### NBA G-League Ignite (2021–2022)
2021. június 21-én Daniels leszerződött az NBA G-League Ignite csapatával, amely egy, a játékosok fejlesztésére létrehozott csapat az NBA G-League-ben. Több egyetemi csapat és a National Basketball League Next Stars ajánlatára is nemet mondott.
2022. április 16-án bejelentette, hogy részt fog venni a 2022-es NBA-drafton. Felkészülése alatt több, mint 6 centimétert nőtt.

### New Orleans Pelicans (2022–2024)
Danielst a New Orleans Pelicans választotta a 2022-es NBA-drafton. Csatlakozott a Pelicans 2022-es nyári ligás csapatához, ami közben a nyitómérkőzés második negyedében jobb bokasérülést szenvedett, így a torna hátralévő részét ki kellett hagynia. 2022 július 9-én írta alá újoncszerződését.[forrás?]

### Atlanta Hawks (2024–)
2024. július 6-án küldték az Atlanta Hawks csapatába.[forrás?]

## A válogatottban
Daniels játszott az ausztrál U15-ös válogatottban, a FIBA Óceánia-bajnokságon, Pápua Új-Guineában. 8,3 pontot, 3,7 lepattanót és 2,7 gólpasszt átlagolt, amellyel hozzásegítette csapatát az aranyéremhez. 2021. február 20-án mutatkozott be a felnőtt válogatottban egy FIBA Ázsia-kupa-selejtezőn. 23 pontja, 6 labdaszerzése és 4 gólpassza volt Új-Zéland ellen.

## Statisztika

### NBA

#### Alapszakasz
| Év        | Csapat               | JM  | KM  | JP/M | MG%  | 3P%  | BD%  | LP/M | GP/M | L/M  | B/M | P/M  |
| --------- | -------------------- | --- | --- | ---- | ---- | ---- | ---- | ---- | ---- | ---- | --- | ---- |
| 2022–2023 | New Orleans Pelicans | 59  | 11  | 17,7 | .418 | .314 | .650 | 3,2  | 2,3  | 0,7  | 0,2 | 3,8  |
| 2023–2024 | New Orleans Pelicans | 61  | 16  | 22,3 | .447 | .311 | .642 | 3,9  | 2,7  | 1,4  | 0,4 | 5,8  |
| 2024–2025 | Atlanta Hawks        | 76  | 76  | 33,8 | .493 | .340 | .593 | 5,9  | 4,4  | 3,0* | 0,7 | 14,1 |
| Összesen  | Összesen             | 196 | 103 | 25,4 | .472 | .327 | .614 | 4,5  | 3,2  | 1,8  | 0,5 | 8,4  |

#### Play-in
| Év       | Csapat               | JM | KM | JP/M | MG%  | 3P%  | BD%  | LP/M | GP/M | L/M | B/M | P/M |
| -------- | -------------------- | -- | -- | ---- | ---- | ---- | ---- | ---- | ---- | --- | --- | --- |
| 2024     | New Orleans Pelicans | 2  | 0  | 6,1  | .000 | .000 | —    | 2,5  | 0,0  | 0,0 | 0,0 | 0,0 |
| 2025     | Atlanta Hawks        | 2  | 2  | 39,9 | .381 | .333 | .500 | 11,0 | 5,5  | 1,5 | 1,0 | 9,0 |
| Összesen | Összesen             | 4  | 2  | 23,0 | .364 | .250 | .500 | 6,8  | 2,8  | 0,8 | 0,5 | 4,5 |

#### Rájátszás
| Év       | Csapat               | JM | KM | JP/M | MG%  | 3P%  | BD% | LP/M | GP/M | L/M | B/M | P/M |
| -------- | -------------------- | -- | -- | ---- | ---- | ---- | --- | ---- | ---- | --- | --- | --- |
| 2024     | New Orleans Pelicans | 3  | 0  | 5,7  | .333 | .000 | —   | 0,7  | 0,0  | 0,7 | 0,0 | 1,3 |
| Összesen | Összesen             | 3  | 0  | 5,7  | .333 | .000 | —   | 0,7  | 0,0  | 0,7 | 0,0 | 1,3 |

## Magánélete
Daniels apja, Ricky, az Egyesült Államokból származik és az Észak-Karolinai Állami Egyetemen játszott kosárlabdát. Kétszer is a South East Australian Basketball League legértékesebb játékosa volt a Bendigo Braves játékosaként, mezszámát visszavonultatta a csapat. Daniels idősebb bátyja, Kai, a Regis Egyetem játékosa.